# Sandy (Pinguin)
Sandy war der Name eines Brillenpinguins im Allwetterzoo Münster. Durch verschiedene Fernsehproduktionen und den Einsatz des Pinguins in der Öffentlichkeitsarbeit gehörte er zu den bekanntesten Zootieren Deutschlands. Am 8. September 2021 gab der Zoo Münster bekannt, dass Sandy eingeschläfert werden musste. 
Sandy schlüpfte 1996 im Tiergarten Nürnberg und kam später in den Allwetterzoo Münster. Sie wurde von ihren Eltern aufgezogen und zeigte erst im Alter von zwei Jahren ein besonderes Interesse für Menschen. Vom Pfleger Peter Vollbracht bekam der mittlerweile auf Menschen geprägte Vogel als einziger Pinguin einen individuellen Namen. Der weibliche Pinguin war auf seinen Pfleger geprägt und hatte diesen offenbar als Partner auserwählt. Sandy hatte generell keine Scheu vor Menschen und ließ sich von ihnen nicht nur anfassen, sondern zeigte ihrerseits Interesse an den fremden Menschen. Später akzeptierte Sandy dann doch den männlichen Pinguin Tom als Partner. Gemeinsam mit ihm zog sie 2008 ihr erstes Küken auf. Nachdem Tom 2009 gestorben war, fand Sandy in Hermann einen neuen Partner.
Wegen seiner Offenheit wurde der Pinguin in der Öffentlichkeitsarbeit des Zoos eingesetzt und war nicht selten Gast in Schulen oder Altenheimen. Neben der Tierpark-Doku-Soap Pinguin, Löwe & Co., in deren Titel Sandy indirekt als erstes auftauchte, war der Pinguin mit seinem Pfleger Gast in verschiedenen Sendungen wie Johannes B. Kerner, Harald Schmidt oder TV total. Auch bei einem Gottesdienst von Jürgen Fliege in der Gnadenkirche in Münster war der Vogel anwesend. Von den Hörern des Radiosenders WDR 2 wurde Sandy 2004 zum beliebtesten Tier im Münsteraner Zoo gewählt. Im Fernsehfilm Zoogeflüster – Komm mir nicht ins Gehege! „verkörperte“ Sandy den Pinguin „Schulze“. In der Folge des Münsteraner Tatorts Schlangengrube mit dem Ermittlerduo Thiel und Boerne hat Sandy eine „Nebenrolle“.

## Belege
1. ↑  Allwetterzoo Münster – Pinguin „Sandy“ (Memento des Originals vom 8. Januar 2010 im Internet Archive)  Info: Der Archivlink wurde automatisch eingesetzt und noch nicht geprüft. Bitte prüfe Original- und Archivlink gemäß Anleitung und entferne dann diesen Hinweis., auf allwetterzoo.de
2. ↑  Karin Völker: Münsteraner Pinguin „Sandy“ als Star in Sat-1-Film (Seite nicht mehr abrufbar, festgestellt im Mai 2019. Suche in Webarchiven)  Info: Der Link wurde automatisch als defekt markiert. Bitte prüfe den Link gemäß Anleitung und entferne dann diesen Hinweis. in den Westfälischen Nachrichten
3. ↑  Verliebter Pinguin „Sandy“ hat eine Nebenrolle im neuen Münster-„Tatort“, auf derwesten.de, vom 26. Mai 2018. Abgerufen am 27. Mai 2018.